# Сиховский район

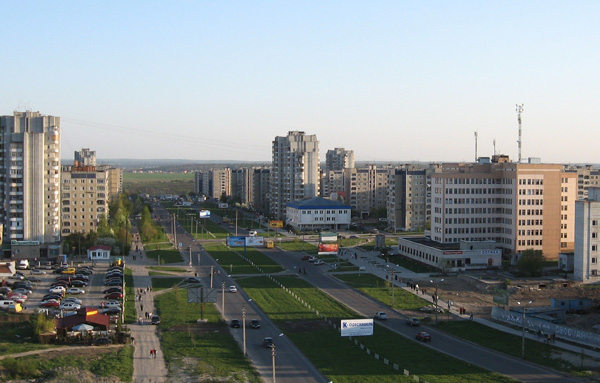
Проспект Червоной Калины (жилмассив Сихов)

Сиховский райо́н (укр. Сихівський район) — один из районов Львовского горсовета, который охватывает территорию юго-восточной части города Львова, такие местности как Сихов, Новый Львов, Пасеки, Пироговку, Козельники, Боднаровку, Персенковку, а также частично Снопков и Софиевку. Постоянное население на 1 января 2024 года — 150 тысяч человек.
Адрес райгосадминистрации: Львов, ул. Зубровская, 9, 79066.
Район образован в 2000 году путём выделения из Галицкого района (постановление Верховной Рады Украины № 1454-III от 10 февраля 2000 года). Название получил по названию крупнейшего львовского жилого массива — Сихова, в котором проживает большинство населения района. На территории района находятся парк «Зубра», парк имени Иоанна Павла II, парк «Железная вода» и Снопковский.

## Промышленность

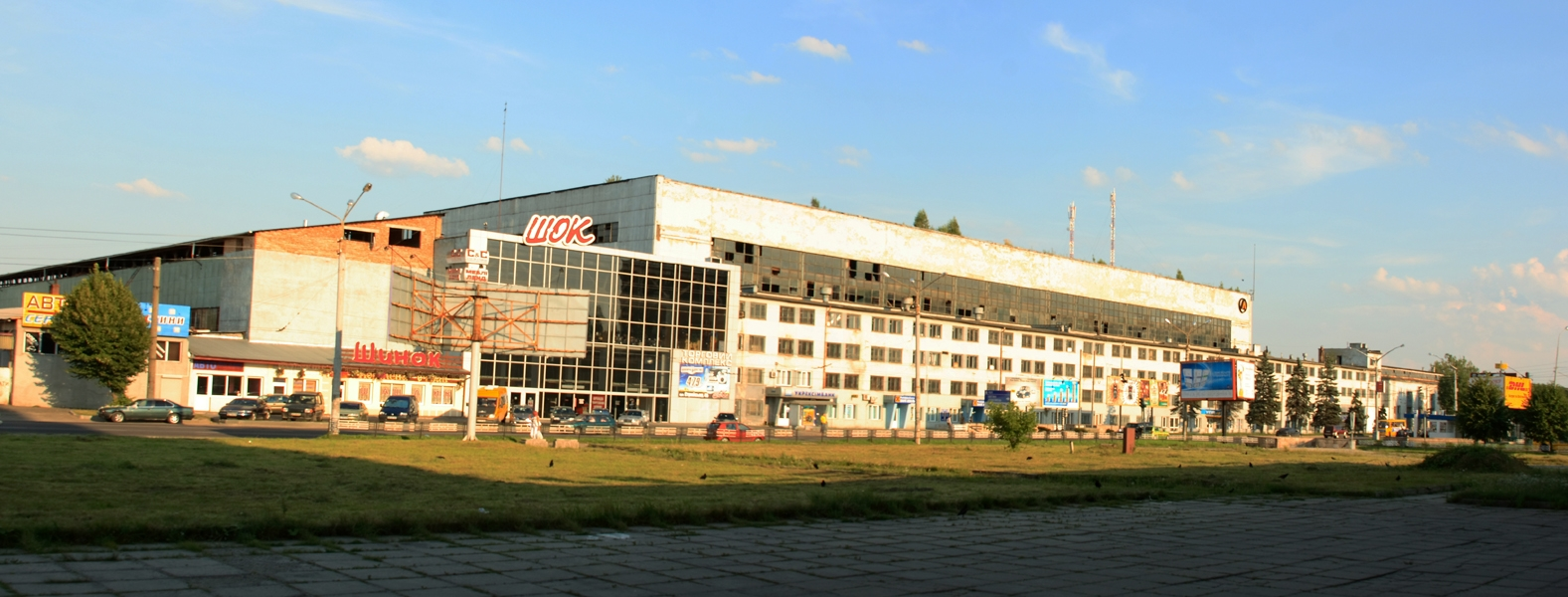
Вид на корпуса завода ЛАЗ во Львове со стороны ул. Стрыйской

На территории Сиховского района находится ряд крупных предприятий Львова.
- Одним из ведущих предприятий Львова является Львовский автобусный завод, выпускающий свою продукцию — автобусы и троллейбусы под маркой «ЛАЗ». Строительство предприятия началось в 1945 году, вначале как автокранового, затем он был перепрофилирован на сборку автобусов. Первый автобус здесь построили в феврале 1956 года. В 1960-х годах на предприятии попытались наладить выпуск троллейбусов. В советские годы ЛАЗ завоевал репутацию крупнейшего предприятия отрасли в СССР, однако с наступлением независимости производство на предприятии резко сократилось. Постепенное возрождение предприятия началось в 1994 году, когда состоялась его приватизация. Также в 1990-х годах на предприятии возродили производство троллейбусов. Модельный ряд предприятия представлен как автобусами городского класса, так и туристическими а также троллейбусами. ЛАЗ был официальным поставщиком автобусов и троллейбусов для городов, принимающих матчи Евро-2012.
- Недалеко от территории, которую занимает ЛАЗ на улице Персенковка, 10 расположены корпуса Открытого акционерного предприятия «Украинский институт автобусотролейбусостроения» (сокращенно ОАО «Укравтобуспром»). Институт является главным разработчиком автобусов и троллейбусов для предприятий, свою деятельность он начал ещё в 1960-е годы. В начале 1990-х годов здесь попытались наладить производство автобусов «Тур» нескольких модификаций, однако успеха они не имели. Зато предприятие известно как разработчик моделей автобусов, которые изготавливаются другими предприятиями отрасли. В частности их разработкой была модель автобуса, как БАЗ-2215 «Дельфин».
- Львовский танкоремонтный завод был создан в 1944 году. До завершения Великой Отечественной войны здесь успели отремонтировать 1200 танков. В 1950-х годах к заводу была проложена троллейбусная линия. В годы независимости здесь освоили производство продукции на экспорт, также здесь начали выпуск конверсионной продукции, в частности автобусов ЛиАЗ, «Газель», другую технику.
- В 1970-х годах на возникло предприятие «Искра» — одно из немногих, которое смогло пережить экономический кризис 1990-х годов. Предприятие специализируется на производстве электроламп и является ведущим предприятием отрасли на Украине. Товарный ассортимент ОАО «Искра» насчитывает более 280 видов ламп общего и специального назначения, а также кварцево-галогенные, миниатюрные, автомобильные, натриевые и ртутные, компактные люминесцентные и лампы-фары. Сегодня общество поставляет светотехническую продукцию под двумя торговыми марками «Volta» и «Искра».
- На улице Зелёной, 301 находится ООО «Львовская изоляторная компания» — единственный на Украине производитель стеклянных изоляторов, и второй по значению на территории бывшего СССР. Предприятие было создано в 1965 году.

В местности Боднаровка, вдоль улицы Стрыйской вскоре после Первой мировой войны был создан кирпичный завод союза «Радивил, Видмер и Зелинский», а с другой — городской бетонярню (ныне — завод железобетонных изделий). В советское время на территории местности Козельники были построены построили несколько крупных промышленных предприятий (ВО «Полярон», завод фрезерных станков, завод «Электробытприбор», Мебельный комбинат, химический завод, домостроительный комбинат).

## Интересные факты
На данный район была создана модификация для игры Grand Theft Auto: San Andreas — GTA Львов: Район Психів (район Психів — шуточное название Сиховского района).